# Club de Mar Bueu
El Club de Mar Bueu es un club deportivo gallego que ha disputado regatas en todas las categorías y modalidades de banco fijo, bateles, trainerillas y traineras desde su fundación en 1982. En 2021 ha formado parte de la Liga Gallega de Traineras, en su primera categoría.

## Historia
Se fundó gracias a la ayuda de Manuel Otero Pérez en 1982.

## Palmarés
- 2 oros en el Campeonato de España de Bateles (2001 y 2021 - Juvenil)[2]
- 3 bronces en el Campeonato de España de Bateles (2003 - Infantil, 2003 y 2012 - Sénior femenino, 2018 - Cadete)[2]
- 3 oro en el Campeonato Gallego de Bateles (2018/2019/2020 - Senior masculino)[2]
- 1 oro en el Campeonato de España de Bateles (2020)
- 1 oro en el Campeonato de España de Trainerillas ( 2021 - juvenil masculino)
- 1 oro en el Campeonato de España de Traineras (2022 - Masculino Absoluto)
- Ascenso a la Liga ACT (2023)